# Dom van Fritzlar
De Sint-Petrusdom van Fritzlar (Duits: Fritzlarer Dom St. Peter) is een romaanse voormalige klooster- en stiftskerk in Fritzlar in het Landkreis Schwalm-Eder-Kreis in de Duitse deelstaat Hessen. De kerk is tegenwoordig de katholieke stadsparochiekerk en behoort tot de belangrijkste monumenten van Noord-Hessen. Sinds 2004 draagt de kerk de titel van basilica minor.

## Geschiedenis

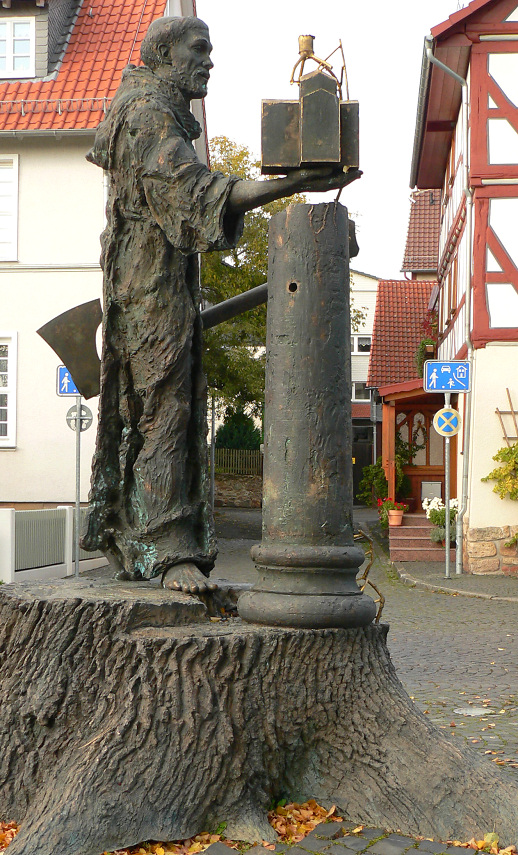
Het beeld van de grondlegger Bonifatius voor de domkerk

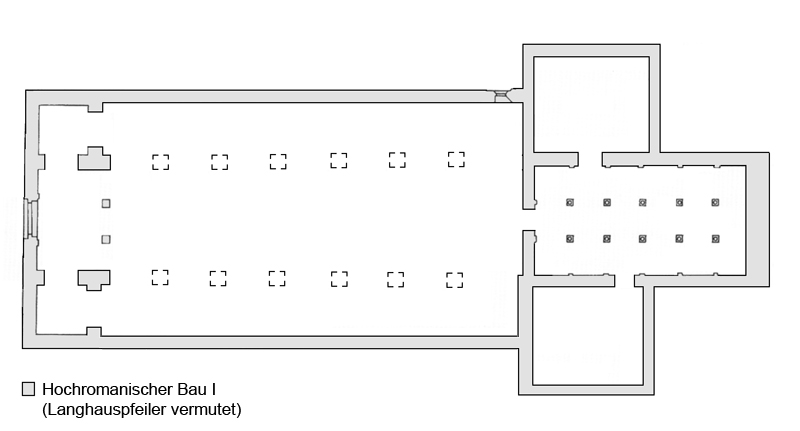
Grondplan van de hoogromaanse dom met een vlakke koorafsluiting

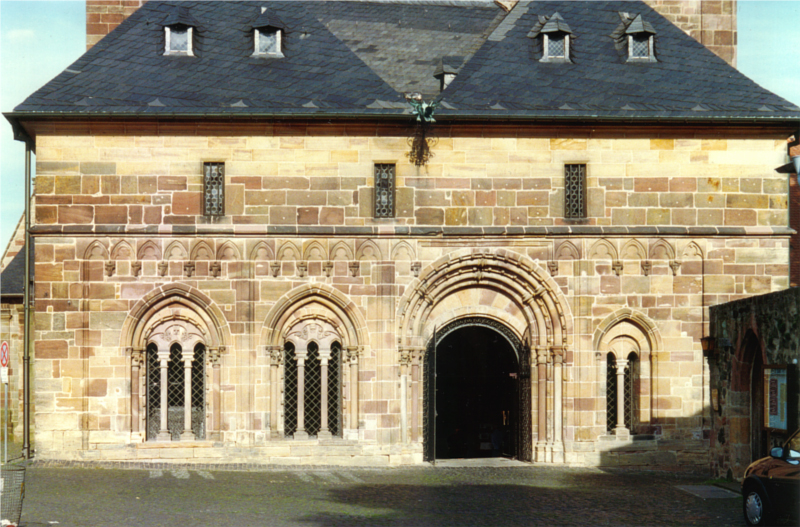
De westelijke voorhal (voormalige Elisabethkapel)

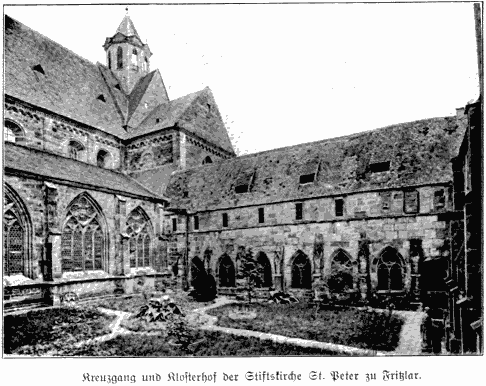
Kruisgang

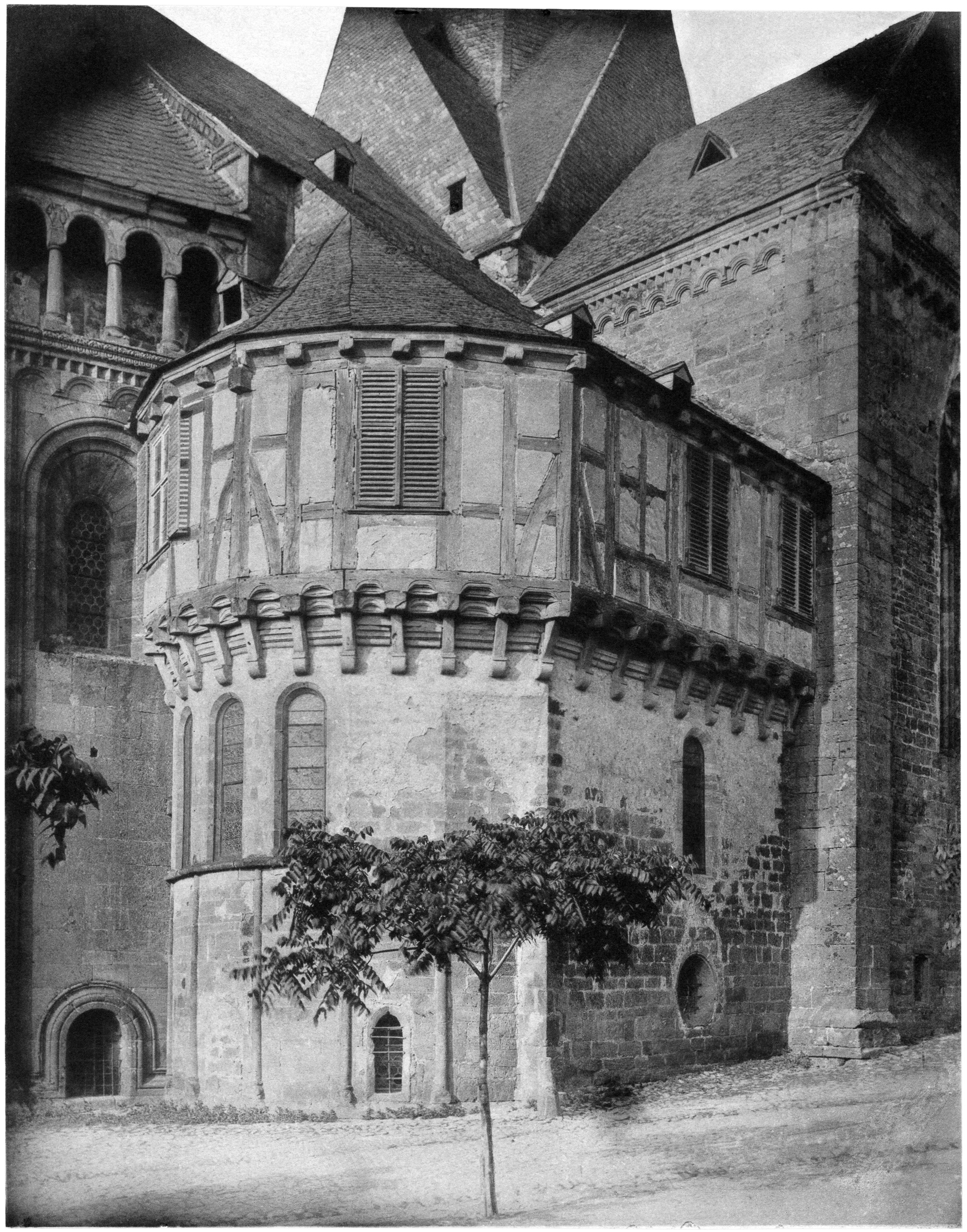
Hoogromaanse noordoostelijke nevencrypte (onder), gotische archiefruimte (midden en renaissance opbouw van vakwerk (1560)

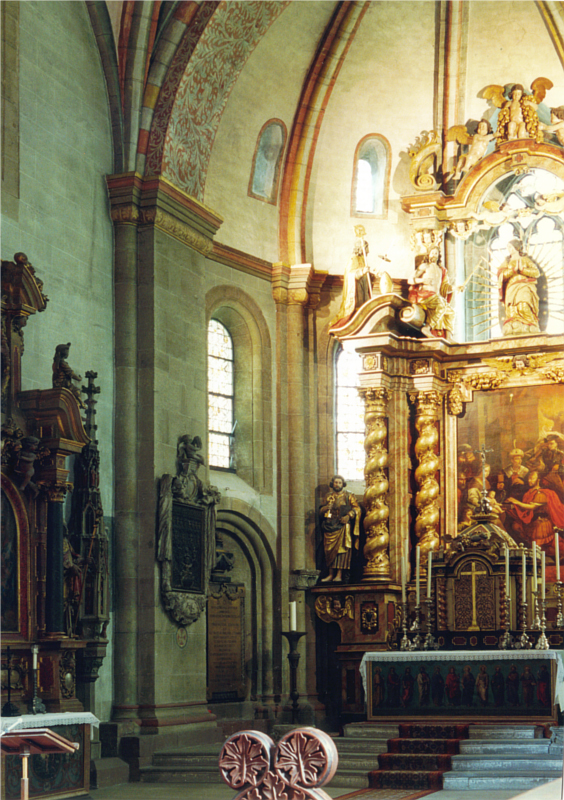
Koor

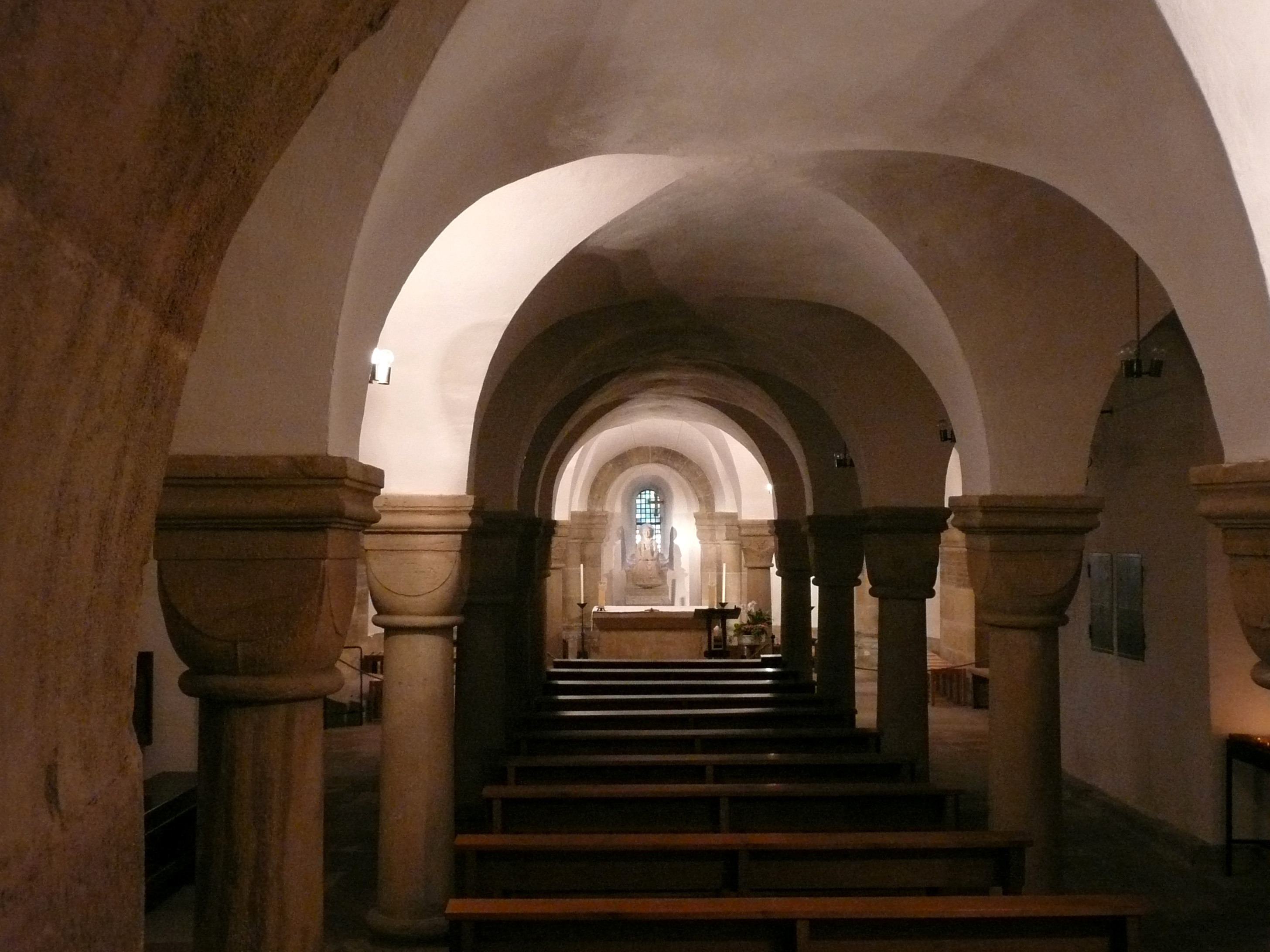
Crypte

De stichting van de kerk en het klooster omstreeks 723-724 gaat op de heilige Bonifatius terug. Volgens een geschrift van de priester Willibald liet Bonifatius bij de destijds reeds bestaande Chattische nederzetting Geismar, tegenwoordig een Stadtteil van Fritzlar, een aan Donar gewijde eik omhakken en van het hout van die eik een aan Sint-Petrus gewijd oratorium bouwen. Aangenomen wordt dat deze kapel, waarvan men nooit resten heeft kunnen vinden, op de plaats van de huidige domkerk stond. Waar de Donareik precies heeft gestaan is verder onbekend.
In 732 gaf Bonifatius de opdracht om in Fritzlar een kerk en een benedictijner klooster te stichten, dat door de heilige Wigbert als eerste abt geleid werd. Ook van deze vermoedelijk reeds stenen gebouwen heeft men geen archeologische resten gevonden. Rond 775 kreeg dit klooster de rang van rijksabdij.
Bij een opgraving in 1970 ontdekte men de fundamentresten van een voorganger met een gereconstrueerde transeptbreedte van circa 24 meter en een totale lengte van over de 23 meter. Deze bouw met een westelijk dwarsschip en een zich westelijk aansluitende apsis ontstond tegen het einde van de 8e eeuw of nog later. In de geschiedenis werd Fritzlar steeds vaker het toneel van belangrijke bijeenkomsten van zowel het rijk als de kerk. In 919 werd in Fritzlar Hendrik I tot koning van Duitsland verkozen. Rond 1005 werd het klooster tot een koorherenstift gereorganiseerd. Waarschijnlijk werd Fritzlar in 1066 bij het aartsbisdom Mainz gevoegd. Een inval van de Saksen leidde in 1079 tot de verwoesting van Fritzlar en het stift.
Bij archeologisch onderzoek in 1916 stuitte men op de resten van een bescheiden kerkje van slechts 12 meter breed. Deze resten stammen van een klein noodgebouw na de verwoestingen in 1079 door de Saksen. Tot de ontdekking van de oudere voorganger onder dit bescheiden kerkje in 1970 werd abusievelijk aangenomen dat men hier te maken had met de resten van de oorspronkelijke kerk van Bonifatius.

## Romaanse nieuwbouw

#### Hoogromaanse bouw
In 1085-1090 werd begonnen met de bouw van een drieschepige basiliek met en een breed transept en een vlak gesloten koor. Onder de viering en het koor lag een drieschepige crypte, die volledig bewaard bleef en oorspronkelijk vanuit het middenschip uit toegankelijk was. Later werden naast de hoofdcrypte aan de dwarsschepen aansluitende nevencrypten met oostelijke apsissen gebouwd, waarvan de noordoostelijke nevencrypte ook bewaard bleef. De huidige plattegrond van de domkerk wordt door deze nieuwbouw bepaald, waarvan tegenwoordig nog de onderste delen van de buitenmuren van het huidige noordelijk dwarsschip en het noordelijke zijschip stammen. In het westen werden de beide torens gebouwd, waartussen zich in de kerk de koningsgalerij bevindt. Met uitsluiting van de torenspitsen bleven de westelijke gevel geheel bewaard is vormt het grootst bewaarde bouwdeel van de eerste romaanse bouw, die waarschijnlijk  in 1118 zijn voltooiing vond. Het onderste deel van de westelijke gevel gaat tegenwoordig schuil achter een voorhal.

#### Laatromaanse bouw
Tijdens een visitatie in 1171 trof aartsbisschop Christiaan I van Mainz de domkerk in een deplorabele toestand aan en gaf opdracht tot herstel, hetgeen neerkwam op een gedeeltelijke nieuwbouw. Het vlakke koor en de hoofdcrypte werd vergroot met een polygonale koorapsis. Zelfs het huidige over het aansluitende koortravee geplaatste dakgestoelte bleef origineel en wordt dendrochronologisch op het kapjaar 1193 gedateerd. Voor de dwarsschepen werden delen van de oude transeptmuren hergebruikt. Het vakmanschap dat bij de bouw van het koor werd toegepast wijst op het werk van ambachtslieden uit Worms. De laatromaanse bouw van de domkerk verraadt ook verwantschap met de dom van Worms en andere bouwwerken van de zogenaamde Wormser bouwschool. In de tot dan toe vlak gedekte basiliek werden eveneens kruisgewelven ingebouwd. Met gebruik van de oude muren van de zijbeuken werd een nieuw middenschip gebouwd volgens het gebonden systeem, waarbij één travee in het middenschip overeenkomst met twee traveeën in de zijbeuk. De laatromaanse bouw werd met de verbouwing van de westelijke galerij in 1232 voltooid.

#### Westelijke voorhal
Na 1253 ontstond voor de westelijke gevel de Elisabethkapel, het tegenwoordige paradijs. Het werd in de Westfaals beïnvloedde laatromaanse-vroeggotische overgangsstijl gebouwd en is versierd met talrijke kapitelen met beeldhouwwerk, waarvan de voorstellingen echter niet altijd duidelijk zijn. De tweeschepige voorhal diende ook als plaats voor de rechtspraak. Uiterlijk in 1267 kwam de kapel gereed, waarop in de gotische periode een bovenverdieping met een steil oplopend dak werd geplaatst.  

#### Gotiek
Vanaf de jaren 1290 verving men het romaanse zuidelijke zijschip door twee gotische zijschepen, waarbij het zuidelijke zijschip voor de inbouw van kapellen diende. Daarna volgden de drie vleugels van de  de kruisgang en de stiftsgebouwen, waarin tegenwoordig de schatkamer en de bibliotheek zijn ondergebracht. De kloostergang kwam uiterlijk in 1323 gereed. In de dwarsschepen en de apsis van het koor werden grote maaswerkvensters ingebracht en over de noordoostelijke nevencrypte een kleine archiefruimte gebouwd. Na 1358 richtte men over de viering een grote houten vieringstoren op, die even hoog was als de westelijke torens en tot 1799 bleef staan. Ook de beide westelijke torens hadden ooit op enig moment zeer hoge torenspitsen. Tussen 1354 en 1366 werd aan het noordelijk transept een Mariakapel aangebouwd. Het laatgotische dakgestoelte van het kerkschip werd in de periode 1498-1494 gebouwd.

#### Renaissance en barok
In 1560 bouwde men op de archiefruimte over de noordelijke nevencrypte een renaissance ruimte van vakwerk. In de late 17e eeuw werd begonnen met het barokkiseren van het interieur. De westelijke voorhal kreeg in 1731 een vereenvoudigde bovenverdieping met lagere daken. In 1735 volgde aan het noordelijk zijschip de aanbouw van het als Rote Hals genoemde windportaal.

#### 19e eeuw
Na de secularisatie in 1803 werd het stift van Fritzlar opgeheven. De domkerk werd nu een parochiekerk. Tussen 1822 en 1828 kreeg de stomp van de vieringtoren een neogotisch uiterlijk met een piramidedak, waarvan de spits ongeveer 10 meter boven de nok uittorent. Als gevolg van achterstallig onderhoud stortte op 7 december 1868, bij een zware windstoot tijdens de mis, de bouwvallige  zuidelijke torenspits neer op het kerkschip en de brokstukken ervan doorsloegen vervolgens deels de gewelven. De ramp kostte 21 levens en veroorzaakte een groot aantal gewonden. Bij het herstel in 1873 liet de architect Carl Schäfer de tot dan toe verschillende torenspitsen vervangen door twee identieke spitsen met als nieuwigheid driehoekige gevels. In 1878 volgde de neoromaanse verbouwing van de muur van het noordelijke zijschip.

#### 20 eeuw
Na lang dralen begon men 1913 met een grondige restauratie, die door het uitbreken van de Eerste Wereldoorlog nog tot 1919 duurde. Men zag af van een oorspronkelijk geplande neoromaanse herinrichting en purificering van het interieur en restaureerde de teruggevonden oude kleuren en muurbeschilderingen. Meer grote restauraties vonden in de jaren 1963-1970 en 1980-1997 plaats.
In 2004 werd de kerk vereerd met de pauselijke titel basilica minor. Van juni 2010 tot november 2012 volgde een renovatie van het interieur in drie verschillende fasen. Daarbij werd o.a. de altaarruimte verbouwd, de verwarming vernieuwd en een toegang voor mensen met een lichamelijke beperking aangelegd.

## Interieur
Vermeldenswaardig is met name de gotische schrijn in de hoofdcrypte van de heilige Wigbert uit 1340, het gotische sacramentshuis en het romaanse reliëf van de heilige Petrus met de sleutel uit de 12e eeuw.  
De glas-in-loodramen werden tussen 1914 en 1926 door Otto Linnemann uit Frankfurt am Main vervaardigd. 

## Dommuseum
In de kruisgang bevindt zich het museum met o.a. schilderijen, beelden, liturgische voorwerpen en getuigen van de stiftsgeschiedenis van de middeleeuwen tot de huidige tijd. Het meest bekende voorwerp van de domschat is het Hendrik-kruis (Heinrichs-Kreuz), hetwelk in 1020 door keizer Hendrik II aan het Petrusstift werd geschonken. Het romaanse kruis behoort tot de belangrijkste werken van de Duitse middeleeuwse schatkunst, is circa 50 cm. hoog en bijna 30 cm. breed en rijkelijk bezet met edelstenen. Onder het kristal in het midden is een fragment van het kruis van Jezus te zien.
Van de voormalige stiftsbibliotheek bleef een deel bewaard.

## Orgel
Het huidige orgel werd in 1929 door de orgelbouwer Johannes Klais uit Bonn gebouwd en in 1995 gerestaureerd. Het instrument bezit 45 registers.

## Klokken
In de torens hangt een uitgebreid gelui van acht klokken. Vijf daarvan stammen nog uit de middeleeuwen, één uit de barokke tijd en twee klokken uit de moderne tijd. De klokken in de noordelijke toren hangen in een houten klokkenstoel met houten jukken. De klokken van de zuidelijke toen hangen in een stalen klokkenstoel aan stalen jukken. 
| Nr. | Naam          | Gietjaar | Gieter                  | Doorsnee (mm) | Gewicht (kg) | Nominaal (16tel) | Toren        |
| 1   | Martin        | 1972     | Petit & Gebr. Edelbrock | 1715          | 3416         | ais0 +3          | Zuid, onder  |
| 2   | Große Osanna  | 1466     | Meister Goswin          | 1709          | ~3400        | cis1 −1          | Noord, onder |
| 3   | Große Maria   | 1412     | Henrich Heistirboum     | 1475          | ~2150        | d1 +4            | Noord, onder |
| 4   | Wigbert       | 1972     | Petit & Gebr. Edelbrock | 1140          | 1084         | fis1 +4          | Zuid, midden |
| 5   | Kleine Osanna | 1456     | Meester Goswin          | 1125          | ~980         | gis1 +7          | Zuid, midden |
| 6   | Bonifatius    | 1685     | Johannes Schirnbein     | 910           | ~480         | ais1 +11         | Zuid, boven  |
| 7   | Kleine Maria  | 1456     | Meester Goswin          | 707           | ~270         | eis2 +5          | Noord, boven |
| 8   | Tertia        | 1369     | Meester Johannes        | 627           | ~190         | fis2 +7          | Noord, boven |